# 里卡尔多·迪沃拉
里卡尔多·迪沃拉（義大利語：Riccardo Divora，1908年12月22日—1951年1月10日），意大利男子赛艇运动员。他曾代表意大利参加1932年夏季奥林匹克运动会赛艇比赛，获得男子四人单桨有舵手银牌。